# ビリー・ポーター
ビリー・ポーター（ウィリアム・エリス・ポーター2世、William Ellis Porter II）、1969年9月21日 - )は、アメリカ合衆国の俳優、歌手。
ポーターはブロードウェイでのパフォーマンスで注目を集め、その後、歌手や俳優としてソロのキャリアをスタートさせた。
ポーターは、『キンキーブーツ』のローラ役で2013年のトニー賞 ミュージカル主演男優賞を受賞。 この役ではミュージカル主演男優賞のドラマデスク賞とミュージカル主演男優賞のアウター批評家サークル賞も受賞。2014年には『キンキーブーツ』でグラミー賞最優秀ミュージカル・シアター・アルバム賞を受賞している。
近年ではテレビシリーズ「POSE/ポーズ」の全3シーズンに出演。ゴールデングローブ賞に3部門でノミネートされた。2019年のプライムタイム・エミー賞ではドラマシリーズ主演男優賞を受賞。プライムタイム・エミー賞では主演男優部門にノミネートされ、ゲイの黒人男性としては初めての受賞となった 。
2020年には、タイム誌の「世界で最も影響力のある100人」に選ばれた。2022年には、ミュージカル『A Strange Loop』のプロデューサーとしてトニー賞ミュージカル作品賞を受賞。2022年にロマンティック・コメディ映画『エニシング・イズ・ポッシブル』で監督デビューしている。

## 生い立ち
ペンシルベニア州ピッツバーグ生まれ。父はウィリアム・エリス・ポーター、母はクロエリンダ・ジーン・ジョンソン・ポーター・フォード。妹はメアリー・マーサ・E・フォード。彼は「非常に信心深い」ペンテコステ派（プロテスタントの一派）の家庭で育った。小さい頃より女性的なところがあり、それを心配した母に医者に連れていたこともある実の父親は彼が小さいときに家を出て行っている。。7歳から12歳の間に継父から性的虐待を受けたと語っている。
ライゼンシュタイン中学校を経て、1987年にアルダーダイス高校とピッツバーグ・クリエイティブ・アンド・パフォーミング・アーツ・スクールを卒業。1991年にカーネギーメロン大学芸術学部演劇学科を卒業し、UCLAの大学院レベルの脚本プロフェッショナル・プログラムで資格を取得。
1985年から1987年の夏にかけては、エンターテイメント・グループ「スピリット」と「フラッシュ」のメンバーとして、ピッツバーグ地域の遊園地ケニーウッドで日々公演を行っていた。

## 経歴

### 俳優活動

#### キャリア初期
ポーターは1992年にアメリカのタレント番組『Star Search』に出演し、10万ドルを獲得。この番組には若き日のブリトニー・スピアーズなども出演していた。
その後ポーターは、1994年にブロードウェイで再演された『グリース』でティーン・エンジェルを演じた。その他の出演作には、シティ・シアターの『Topdog/Underdog』（2004年）、ピッツバーグ・シビック・ライト・オペラの『ジーザス・クライスト・スーパースター』と『ドリームガールズ』（2004年）、歌曲集『Myths and Hymns』と『Songs for a New World』（オフ・ブロードウェイ、1995年）などがある。
2005年2月と3月にはニューヨークのJoe's Pubで一人芝居の自伝的ショー『Ghetto Superstar (The Man That I Am)』を上演した。これにより 第17回GLAADメディア賞では「ブロードウェイ＆オフブロードウェイ賞」にノミネートされた。

#### 2010年以降
2010年9月、ポーターはシグネチャー・シアター・カンパニーのトニー・クシュナーの『エンジェルス・イン・アメリカ』20周年記念作品にベリーズ役で出演した。
2013年にブロードウェイミュージカル『キンキーブーツ』の「ローラ」役をオリジナルキャストとして演じた。キンキーブーツは音楽・作詞をシンディ・ローパー、脚本をハーヴェイ・フィアースタイン、演出・振付をジェリー・ミッチェルが手がけている。ポーターはこの役で2013年のドラマ・デスク・アワードミュージカル男優賞とトニー賞 ミュージカル主演男優賞の両方を受賞した。彼はこの役を演じたことで、今まで自分を束縛していた有害な男らしさの呪縛から解き放たれ、自分自身を表現できるようになったと述べている。
ポーターは多くの映画にも出演している。『オリバー・ツイスト』を映画化したセス・マイケル・ドンスキー監督の『Twisted』（1997年）では、エンジェル（デヴィッド・ノローナ）とリー（キーヴィン・マクニール・グレイヴス）と親しくなるドラァグクイーンのシニークア役で主要な役を演じた。ドラァグクイーンのル・ポール司会のトーク番組『ルポールショー』にも出演している。

### 歌手活動
1997年に『Untitled』（DV8/A&Mレコード）、2005年に『At the Corner of Broadway + Soul』（Sh-K-Boomレコード）、2014年に『Billy's Back on Broadway』（Concord Music Group）と3枚のソロアルバムをリリース。2005年にはヒューマン・ライツ・キャンペーンのコンピレーション・アルバム『Love Rocks』に収録された「Only One Road」をカヴァーしている。また、2006年にはトリビュート・アルバム『It's Only Life』にも数曲参加している。

### 脚本家活動
ポーターが脚本を手がけた『While I Yet Live』は、2014年9月にプライマリー・ステージズでオフ・ブロードウェイ初演され、10月12日にプレビュー上演された。ポーターのほか、リリアス・ホワイト、S・エパサ・マーカーソンらが出演した。ポーターはインタビューでこの舞台について、「これは、母、姉、そして私を育ててくれた女性たちへのラブレターです。ゲイであり、黒人であり、クリスチャンであり、虐待のサバイバーである私自身の人生経験を振り返り、家族、信仰、そして赦しの癒しの力という、人生を前進させ、変化させるためにとても必要な3つのことをテーマにした芝居を書きたかったんです。変化は可能、でもそれには忍耐が必要。」と述べている。